# Silene paphlagonica
Silene paphlagonica är en nejlikväxtart som beskrevs av Joseph Friedrich Nicolaus Bornmüller. Silene paphlagonica ingår i släktet glimmar, och familjen nejlikväxter. Inga underarter finns listade i Catalogue of Life.